# Marienkirche (Kohlstetten)

Marienkirche in Kohlstetten

Die evangelische Marienkirche steht in Kohlstetten, einer Ortschaft der Gemeinde Engstingen im Landkreis Reutlingen in Baden-Württemberg. Die Kirchengemeinde gehört zum Kirchenbezirk Bad Urach-Münsingen in der Evangelischen Landeskirche in Württemberg. Das Bauwerk ist beim Landesamt für Denkmalpflege Baden-Württemberg als Baudenkmal eingetragen.

## Beschreibung
1161 Ersterwähnung der Kirche "Zu Unserer Lieben Frau". 1760 Bau der heutigen Kirche mit westlichem Dachturm unter Verwendung im Osten der Reste des romanischen Chorraums der Vorgängerkirche. 1787 Kirchenrenovierung mit Einbau einer Nordempore. 1929 Anbau der Sakristei an die Südwand. 1957 Renovierung der Kirche, Sanierung des Dachturms und Abriss der unschönen Ostempore. Wandmalereien (Ende 15. Jahrhundert) an der Ostwand wurden dabei entdeckt und restauriert. Die Orgel musste nun aber in einer neu gemauerten Nische der Nordwand aufgestellt werden. 1992 fanden umfassende Außen- und Innenrenovierungen statt.